# Andreas Wecker
Andreas Wecker (n. 2 ianuarie 1970, Staßfurt, Saxonia-Anhalt, Germania) este un gimnast artistic ce a reprezentat Germania, medaliat olimpic. A participat la 4 ediții ale Jocurilor Olimpice (1988, 1992, 1996, 2000) în care a câștigat o medalie de aur, două medalii de argint și două medalii de bronz.